# Colinas de Altar
Colinas de Altar es una localidad del estado mexicano de Morelos. Es parte del municipio de Temixco. Fue fundada el 15 de julio de 2012.

## Demografía
| Censo | Población |
| ----- | --------- |
| 2020  | 1037      |